# Die Siedler von Nürnberg
Die Siedler von Nürnberg ist ein eigenständiges Spiel aus der Die-Siedler-von-Catan-Familie von Klaus Teuber. Es erschien 1999 aus Anlass der 950-Jahr-Feier der Stadt Nürnberg im Jahr 2000.

## Inhalt
- 1 Spielplan
- 100 Rohstoffkarten, je 20× Erz, Getreide, Holz, Lehm und Wolle. Die Kartenrückseite zeigt einen Ausschnitt mit der Kirche St. Sebaldt einer Abbildung Nürnbergs von Matthäus Merian aus dem 17. Jahrhundert.
- 36 Ereigniskarten (werden anstatt der Würfel verwendet). Auch hierfür wurde ein Ausschnitt der Abbildung Nürnbergs verwendet, in diesem Fall das Schloss.
- Spielmaterial aus Holz:
  - 20 Siedlungen, je 5 in weiß, rot, blau und gelb (wie die Siedlungen im Catan-Basisspiel)
  - 16 Handwerkerbetriebe, je 4 in weiß, rot, blau und gelb
  - 60 Zollbalken, je 15 in weiß, rot, blau und gelb (wie die Straßen im Catan-Basisspiel)
  - 1 lilafarbener Zeitstein
- Spielmaterial aus Pappe:
  - 26 Stadtmauerteile
  - 16 Türme
  - 46 Prestige-Chips (36× 1er und 10× 5er)
  - 50 Goldchips (26× 1er und 24× 5er)
  - 8 Sondersiegpunktkarten (3× Ratskarte, 5× Wegerecht)
  - 1 Raubritter-Figur „Eppelein von Gailingen“ (mit schwarzem Aufsteller)
- 1 Stoffbeutel
- 1 Spielregel
- 1 Almanach (16 DIN-A5-Seiten)
- 1 Heft mit Bruchstücken aus der Geschichte der ehemals freien Reichsstadt Nürnberg, zusammengestellt von Fritz Gruber (16 DIN-A5-Seiten)

## Unterschiede zum Catan-Basisspiel
Gespielt wird auf einem festen Spielplan, dieser zeigt rechts das Umland der Stadt Nürnberg, von der 5 Handelsstraßen ausgehen, von denen drei als Ziel Frankfurt am Main, Prag und Venedig haben. Auf der linken Hälfte des Spielplanes ist die Altstadt von Nürnberg mit Plätzen für Handwerksbetriebe, Stadtmauer und Türmen.
Im Umland von Nürnberg starten die Spieler mit 2 Siedlungen und 2 Zollbalken, die auf die Handelsstraßen gelegt werden. Hierbei ist es nicht erforderlich, Zollbalken an eigene anzulegen, aber weitere Siedlungen können nur auf Straßen errichtet werden, auf denen mindestens ein eigener Zollbalken liegt. Wer die Mehrheit der Zollbalken auf einer Handelsstraße hat, bekommt das Wegerecht für diese Straße, die einen Siegpunkt zählt. Nur für Siedlungen auf der gleichen Handelsstraße gilt die Abstandsregel.
Städte werden im Umland nicht errichtet, stattdessen können die Spieler in der Nürnberger Altstadt Handwerksbetriebe bauen. Diese kosten 3 Erz und 2 Getreide und werden durch spezielle Spielsteine symbolisiert. Durch den Bau der Handwerksbetriebe erhalten die Spieler bessere Tauschmöglichkeiten mit der Bank und höhere Golderträge für die Produktion von Handelswaren (Helme, Papier, Rüstungen, Tand und Zirkel), die nach Frankfurt, Prag oder Venedig geliefert werden, wobei gegebenenfalls Zoll an den Besitzer des jeweiligen Wegerechtes der Handelsstraße gezahlt werden muss.
Das Gold, das so erwirtschaftet wird, kann zum Ausbau der Stadtbefestigung verwendet werden, wodurch die Spieler ebenfalls Siegpunkte erhalten können.
Eine Besonderheit des Spiels ist der Verzicht auf die Würfel, stattdessen deckt der am Zug befindliche Spieler eine Ereigniskarte auf. Mit dieser werden die Felder bestimmt, die in diesem Zug Erträge liefern; in einigen Fällen werden Ereignisse ausgelöst: Die Räuber, die im Nürnberger Umland ihr Unwesen treiben, werden durch den Raubritter Eppelein von Gailingen symbolisiert, der durch 6 Ereigniskarten ins Spiel kommt, aber durch 4 bestimmte Karten wieder zurück auf seine Burg versetzt wird. Weitere Ereignisse bringen den Besitzern der Wegerechte Gold ein, ermöglichen den Bau von Stadtmauerteilen ohne Lehm oder lassen die Jahre vergehen, d. h. der Zeitzählstein wird um 5 Jahre vorgerückt.
Das Spiel deckt den Zeitraum von 1355 bis 1400 ab, alle 15 Jahre wird der Ereigniskartenstapel gemischt. Das Spiel endet, sobald ein Spieler 13 Punkte erreicht oder der Zeitzählstein auf das Jahr 1400 gesetzt wird.

## Events
Im Rahmen der 950-Jahr-Feier der Stadt Nürnberg wurde der Wettbewerb „Die Meistersiedler von Nürnberg“ veranstaltet, der für 950 Teilnehmer ausgelegt war; diese Zahl wurde aber nicht ganz erreicht. Das Finalspiel wurde mit einem großformatigen Spiel nachgestellt und von Klaus Teuber und Georg Koch, dem bekannten Sportreporter des Bayerischen Rundfunks kommentiert. Gewinner des Turnieres wurde Matthias Wendler aus Berlin. Zum Turnier erschien auch der Siedler-Almanach.

## Spielkritiken
- Spielbox Ausgabe 6/99: „Die Bratwurst-Erweiterung“

## Verfügbarkeit
Das Spiel ist im Handel nicht mehr erhältlich.